# Wehnde
Wehnde é um município da Alemanha localizado no distrito de Eichsfeld, estado da Turíngia.  Pertence ao Verwaltungsgemeinschaft de Lindenberg/Eichsfeld.